# Slovak Telekom
Slovak Telekom (en el pasado oficialmente llamada Slovenské telekomunikácie y Slovak Telecom; la marca utilizada para telefonía fija es T-Com desde marzo de 2006) es el mayor operador de telecomunicaciones en Eslovaquia (después de la consolidación con su filial al 100% T-Mobile Slovakia).

## Propiedad
Es mayoritariamente propiedad (51 por cien) de la alemana Deutsche Telekom. El resto de las acciones es propiedad del Ministerio de Transportes, Correos y Telecomunicaciones, que posee el 34 por ciento, y el Fondo Nacional de Propiedad de la República Eslovaca, que posee el 15 por cien. El 1 de julio de 2010 Slovak Telekom oficialmente se fusionó con el proveedor de comunicaciones móviles T-Mobile.

## Alegaciones de corrupción
En junio de 2010, solo dos días antes de las elecciones nacionales en Eslovaquia, Slovak Telekom firmó un supuesto dudoso contrato con el Ministerio de Educación por valor de 38 millones de euros. Un posible caso de corrupción pudo estar involucrado en el caso. Las alegaciones de corrupción sobre Slovak Telekom están siendo investigadas por la ONG Transparency International Slovakia.

## Controversia
En 2010, Deutsche Telekom (el propietario mayoritario alemán) repetidamente rechazó pagar dividendos a la República de Eslovaquia (propietario del 49% de Telekom Slovakia). Esta maniobra sería ilegal en Alemania.